# Protospatar
Protospatar (grč. Πρωτοσπαθάριος) bizantski naslov, dodjeljivan prvotno zapovjednicima tema. 
Naslov se prvi puta spominje 718. godine (Sergije, protospatar i strateg Sicilije).
Među južnoslavenskim narodima, naslov protospatar imao je dukljanski kralj Mihailo.